# Heteropelma amictum
Heteropelma amictum ist eine Schlupfwespe aus der Unterfamilie der Anomaloninae. Sie ist in Europa eine von 5 Arten der Gattung Heteropelma. Die Art wurde von dem Entomologen Johann Christian Fabricius im Jahr 1775 als Ichneumon amictum erstbeschrieben. Das lateinische Art-Epitheton amictum bedeutet „Mantel“.

## Merkmale
Die Schlupfwespen sind etwa 25 mm lang. Sie weisen einen sehr schlanken Petiolus (Stielchenglied) auf. Hinterleib und Hinterbeine sind verlängert. Diese Eigenschaften sind typisch für Vertreter der Unterfamilie Anomaloninae.
Der Kopf ist überwiegend schwarz, der Thorax vollständig schwarz. Der Hinterleib ist gelbrot gefärbt. Das erste Gastertergit ist dorsal schwarz. Die basale Hälfte der Fühler ist gelbrot gefärbt. Zur Spitze hin werden die Fühlerglieder allmählich gelb. Die Fühler bestehen aus etwa 59 Fühlergliedern. Das Gesicht ist einfarbig gelb gefärbt. Fühlerbasis und Ocellen befinden sich im schwarzen Kopfbereich. Die Gelbfärbung reicht am Augeninnenrand bis oberhalb der Fühlerbasis. Ein kleiner gelber Fleck am Augeninnenrand befindet sich auf Höhe der Ocellen sowie ein weiterer am Hinterrand der Augen. Die Palpen und der basale Teil der Mandibeln sind gelb. Die Mandibelspitzen sind schwarz. Die vorderen und mittleren Beine einschließlich der Coxae sind fast vollständig gelb gefärbt. Die vorderen und mittleren Femora sind zumindest auf der Oberseite gelbrot. Die hinteren Coxae sind an der Basis schwarz gefärbt, ansonsten sind sie gelbrot. Die hinteren Trochanteren und Femora sind gelbrot. Die basalen zwei Drittel der hinteren Tibien sind gelbrot, das apikale Drittel ist schwarz. Die hinteren Tarsen sind  gelb gefärbt. Die Vorderflügel weisen eine charakteristische Flügeladerung auf. Das Pterostigma ist schmal und gelbrot gefärbt. Ferner verläuft entlang der Costalader ein gelbroter Streifen. Der Hinterrand der Vorderflügel sowie der Vorderrand der Hinterflügel sind zum Teil gelbrot gefärbt. Der Hinterleib verbreitert sich allmählich zum hinteren Ende hin. Dort weisen die Weibchen einen kurzen leicht nach oben gerichteten Ovipositor auf.

## Verbreitung
Das Verbreitungsgebiet von Heteropelma amictum erstreckt sich über Teile der Paläarktis, der Orientalis sowie Australasien. In Europa reicht das Vorkommen von Südskandinavien, dem Baltikum und den Britischen Inseln im Norden bis nach Italien, Spanien und Bulgarien im Süden.

## Lebensweise
Heteropelma amictum ist eine univoltine Art. Die Flugzeit der Schlupfwespen dauert gewöhnlich von Ende Mai bis Mitte September. Die Art parasitiert verschiedene Bärenspinner (Arctiinae), insbesondere den Schönbär (Callimorpha dominula). Diese Schmetterlinge kommen hauptsächlich in Sumpf- und Teichgebieten sowie in Wäldern vor. Das Weibchen sticht ein Ei in die Wirtsraupe. Diese überwintert und verpuppt sich gewöhnlich im Frühjahr. Die Schlupfwespenlarve entwickelt sich im Wirt und tötet diesen nach dessen Verpuppung. Im Spätfrühjahr erscheinen dann die Imagines.

## Natürliche Feinde
Ein Hyperparasit ist der Hautflügler Pseudogonalos hahnii aus der Familie der Trigonalidae. Die Weibchen von Pseudogonalos hahnii legen ihre Eier auf den Blättern der Futterpflanzen der Schmetterlingsraupen ab. Die Raupen nehmen die Eier als Nahrung auf. Die Hautflüglerlarve schlüpft im Darm der Raupe und bohrt sich in deren Körper, wo sie nach der Schlupfwespenlarve sucht. Findet sie diese, bohrt sie sich in deren Körper und entwickelt sich darin. Wirtsraupe, Schlupfwespenlarve und Hyperparasit überwintern gemeinsam. Die Schlupfwespenlarve wird vor deren Verpuppung vom Hyperparasiten getötet.

## Bilder

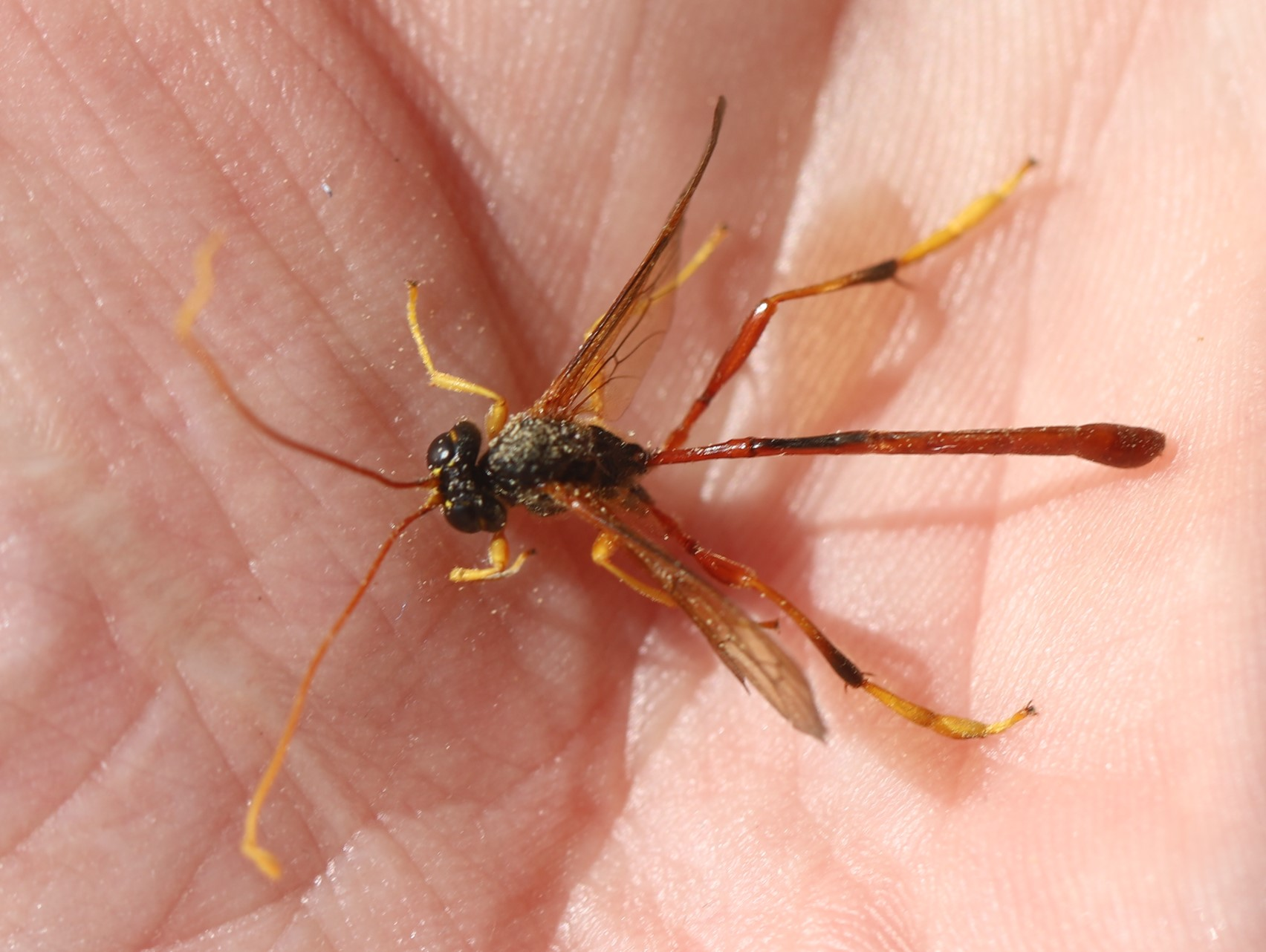
♂ Dorsalansicht
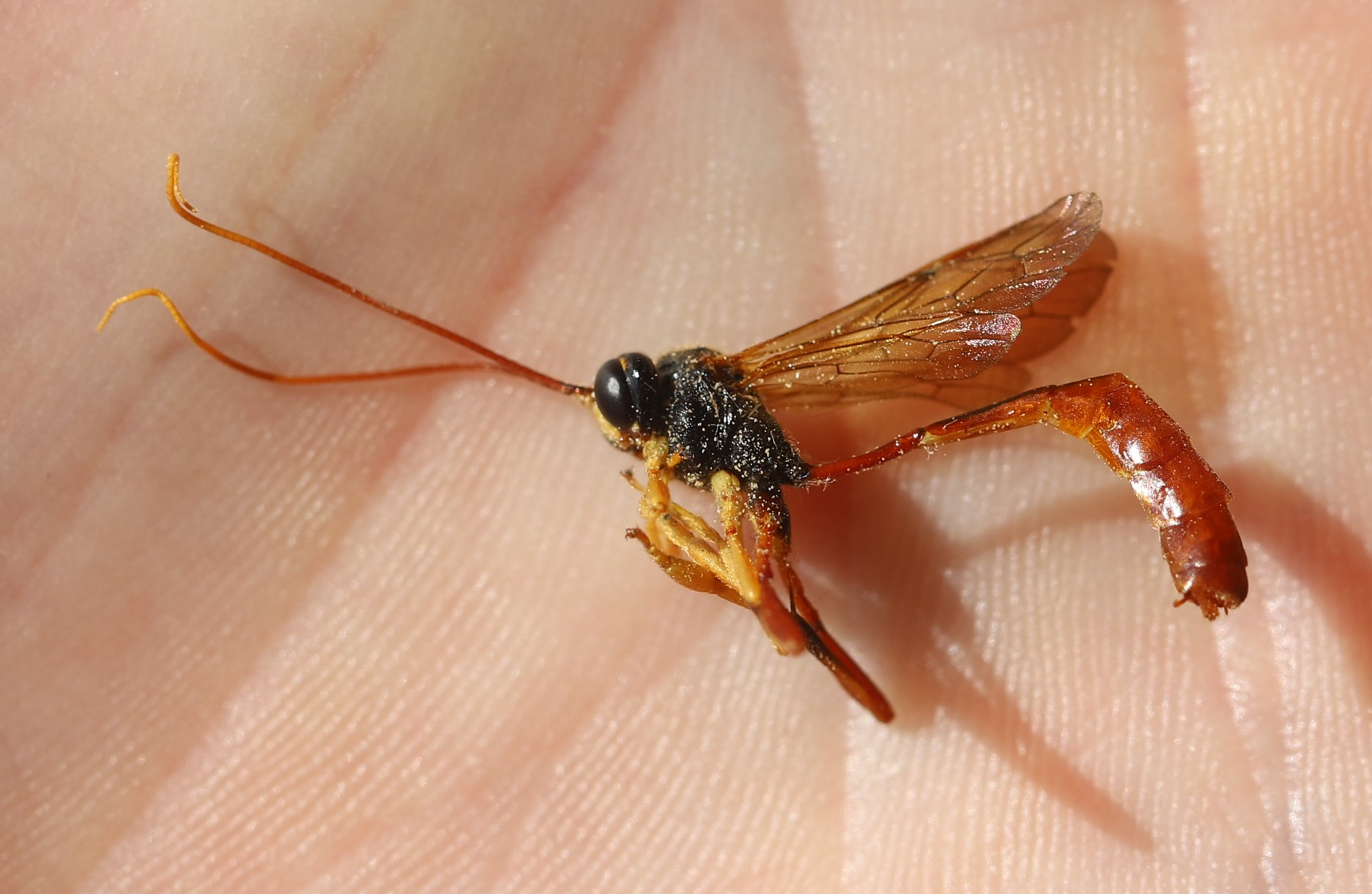
♂ Seitenansicht
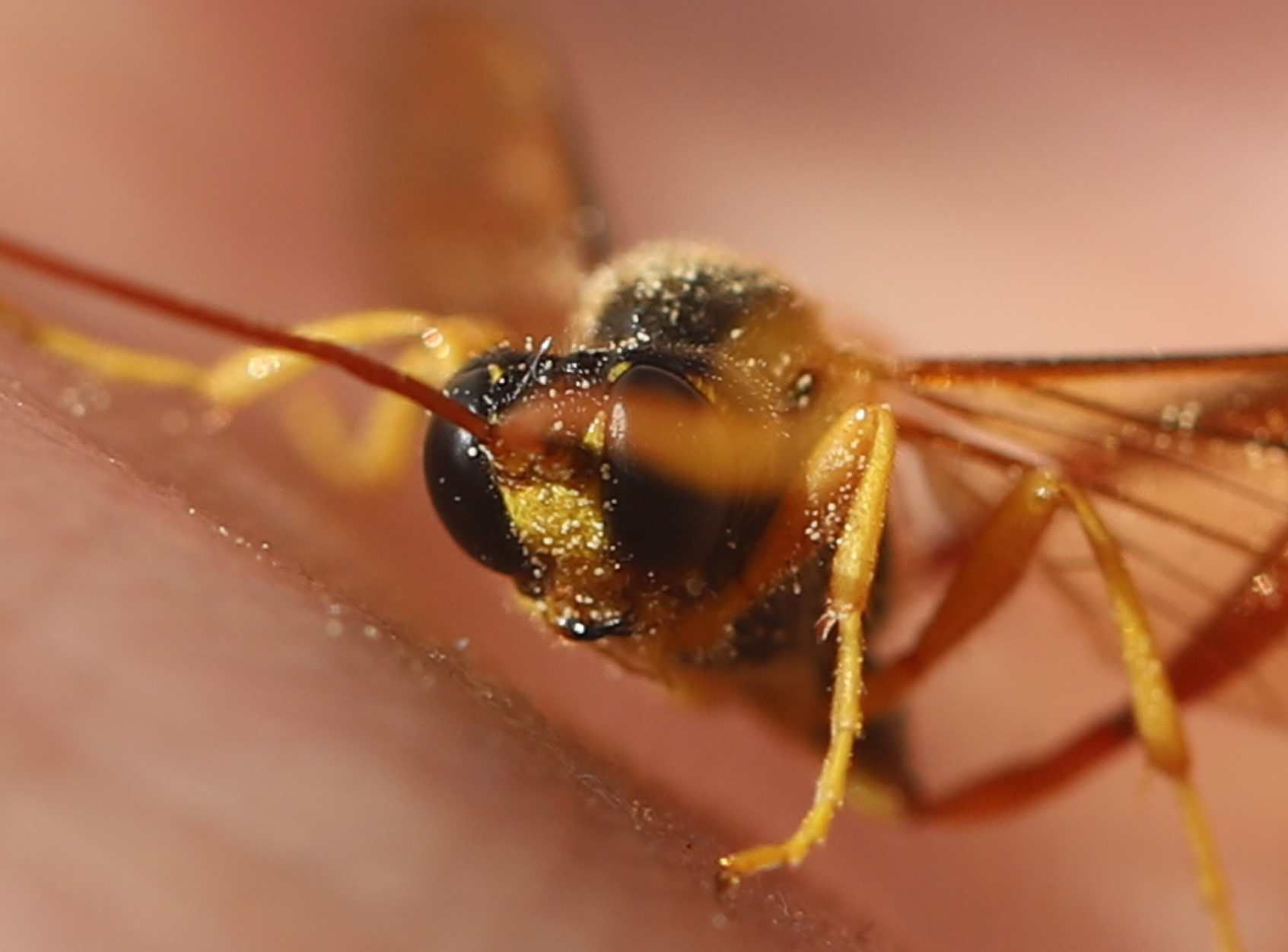
♂ Frontansicht
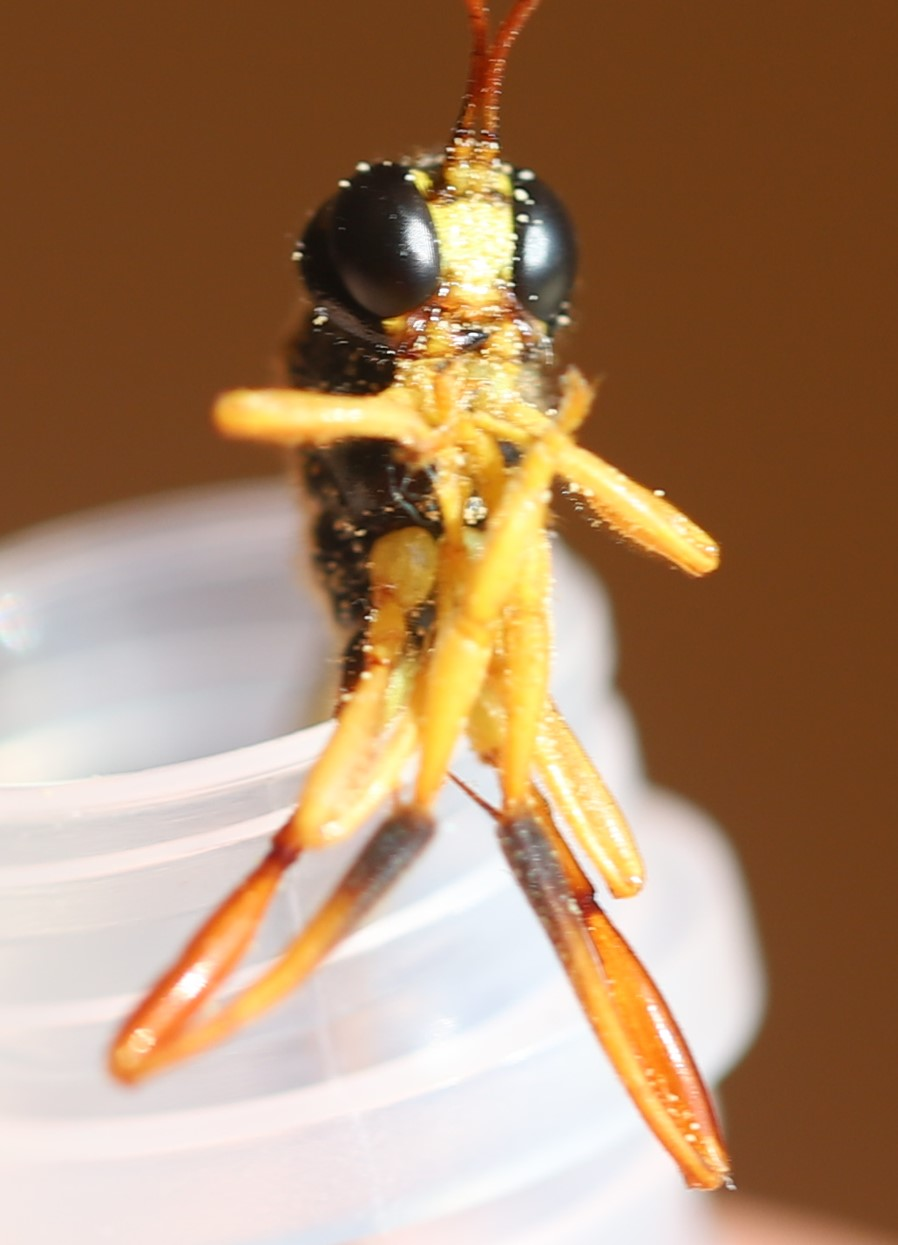
♂ Frons
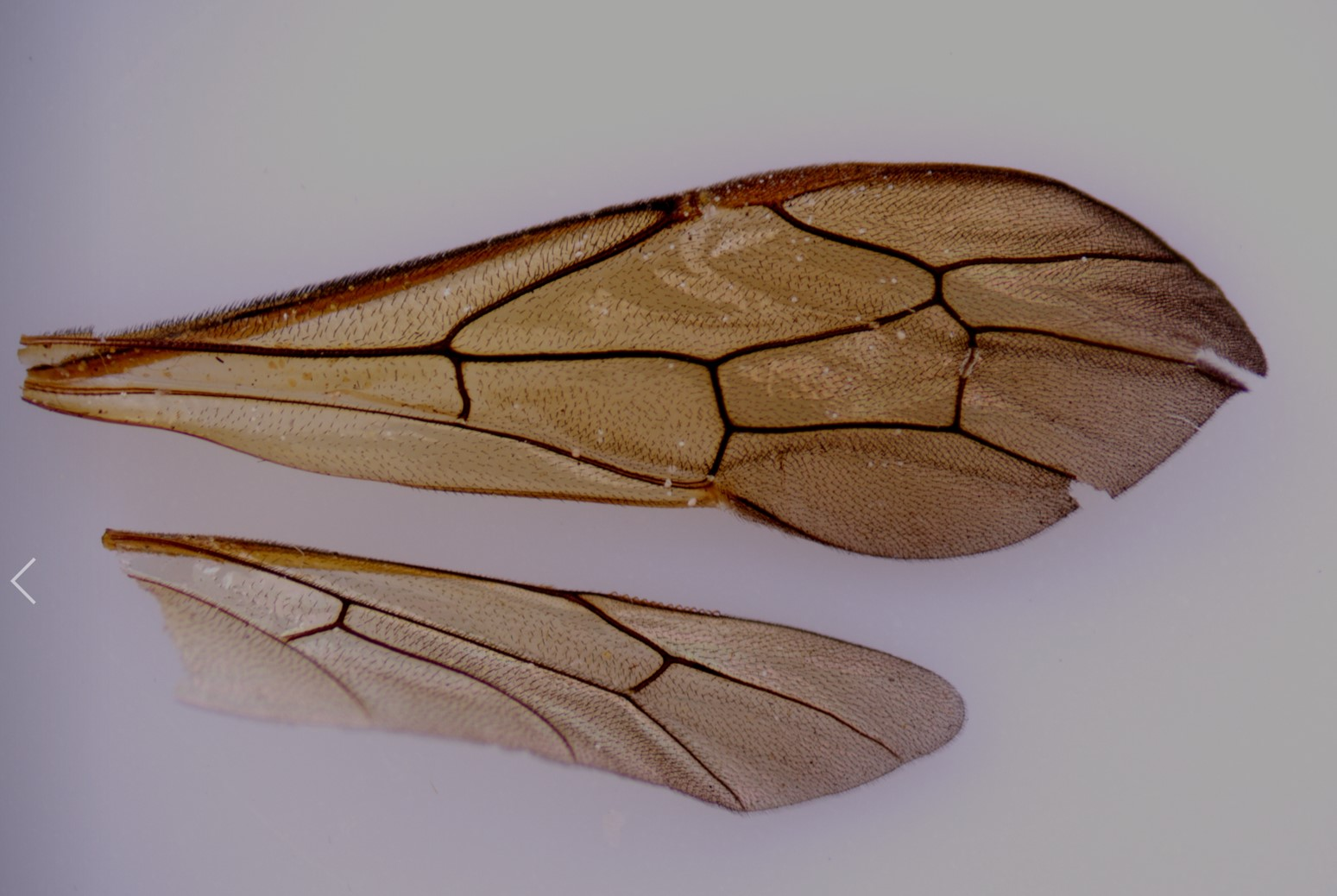
♂ Flügel